# وليام هوب
وليام هوب (بالإنجليزية: William Hope)‏ ، من مواليد 1955م، وهو ممثل كندي، شارك بعدة أفلام، ومنها فيلم فضائيون عام 1986م.

## مصدر
1. ↑  Internet Movie Database (بالإنجليزية), QID:Q37312
2. ↑   https://www.rada.ac.uk/profiles?aos=acting&yr=1977&fn=bill&sn=hope. {{استشهاد ويب}}: |url= بحاجة لعنوان (مساعدة) والوسيط |title= غير موجود أو فارغ (من ويكي بيانات) (مساعدة)
3. ↑  Grant، Barry Keith (1996). The dread of difference: gender and the horror film. University of Texas Press. ص. 186. ISBN:0-292-72794-1. مؤرشف من الأصل في 24 أكتوبر 2014. اطلع عليه بتاريخ أغسطس 2020. {{استشهاد بكتاب}}: تحقق من التاريخ في: |تاريخ الوصول= (مساعدة)

## وصلات خارجية
- وليام هوب على موقع IMDb (الإنجليزية)
- وليام هوب على موقع ألو سيني (الفرنسية)
- وليام هوب على موقع ميوزك برينز (الإنجليزية)
- وليام هوب على موقع أول موفي (الإنجليزية)
- وليام هوب على موقع قاعدة بيانات الأفلام السويدية (السويدية)
- وليام هوب على موقع قاعدة بيانات الفيلم (الإنجليزية)
- وليام هوب على موقع كينوبويسك (الروسية)
- William Hope at Flixster
- William Hope at TV Guide
- William Hope at Fandango
- William Hope films at New York Times